# Kęstutis
Kęstutis (Senieji Trakai, tra 1297 e 1300 – Krėva, 15 agosto 1382) fu Granduca di Lituania dal 1381, anno in cui spodestò suo nipote Jogaila, al 1382, anno in cui fu a sua volta destituito da Jogaila.
Figlio dell'influente Granduca Gediminas, al potere dal 1316 al 1341, al momento della morte del padre, Kęstutis ricevette come lascito il Ducato di Trakai e quello della Samogizia. Il ruolo di Granduca fu invece assegnato a un figlio intermedio di Gediminas, Jaunutis, che si dimostrò incapace di governare e di contenere le aspirazioni del fratello maggiore Algirdas. Quest'ultimo aveva una profonda intesa con Kęstutis, assieme al quale destituì Jaunutis nel 1345. Da quel momento, Algirdas costituì una sorta di duumvirato con Kęstutis, assegnandogli il ruolo di vice-Granduca e la gestione dei confini occidentali della Lituania, mentre egli si concentrò sulle frontiere orientali. 
Kęstutis si trovò a fronteggiare per tutta la sua vita la coalizione crociata che intendeva conquistare la Lituania e convertire i suoi abitanti al cristianesimo (all'epoca ancora pagani). Al contempo si scontrò varie volte con la Polonia per il possesso di regioni contese, quali la Galizia e la Volinia. Al fine di agire indisturbato in queste campagne, allo stesso modo di suo fratello Algirdas e di suo padre Gediminas ancora prima di lui, si lasciò andare a false o vaghe promesse di conversione e a una tattica di temporeggiamento.
Quando nel 1377 Algirdas morì, Kęstutis accettò la decisione del fratello di nominare come erede suo figlio Jogaila, che confermò la carica di vice-Granduca allo zio. Tuttavia, presto insorsero screzi tra i due e, nel 1381, Kęstutis si impossessò con la forza della carica di granduca, scatenando così una guerra civile. Forte del sostegno di chi non gradiva le politiche militari di Kęstutis, il destituito Jogaila riuscì a far prigioniero suo zio e il figlio di quest'ultimo, Vitoldo, nell'agosto del 1382. Kęstutis morì nelle prigioni del castello di Krėva a oltre ottant'anni di età; la guerra civile scoppiata nel 1381 proseguì fino al 1384 e fu portata avanti da Vitoldo. Le spoglie di Kęstutis furono poi cremate durante una sontuosa cerimonia pagana, l'ultima avvenuta nella storia della Lituania; i futuri sovrani, a partire proprio da Jogaila e Vitoldo, si convertirono al cristianesimo.
La parentesi storica al potere di Algirdas e Kęstutis viene valutata positivamente dagli storiografi, i quali ritengono che in quel trentennio le conquiste effettuate e il potere assunto dal Granducato si ampliarono ulteriormente. Tuttavia, anche dopo la morte di suo fratello, Kęstutis non riuscì a risolvere il problema dell'isolamento internazionale della Lituania, limitandosi a continuare a combattere i crociati e portando avanti un disegno che appariva ormai anacronistico, ovvero la persistente resistenza alla cristianizzazione.

## Biografia

### Primi anni

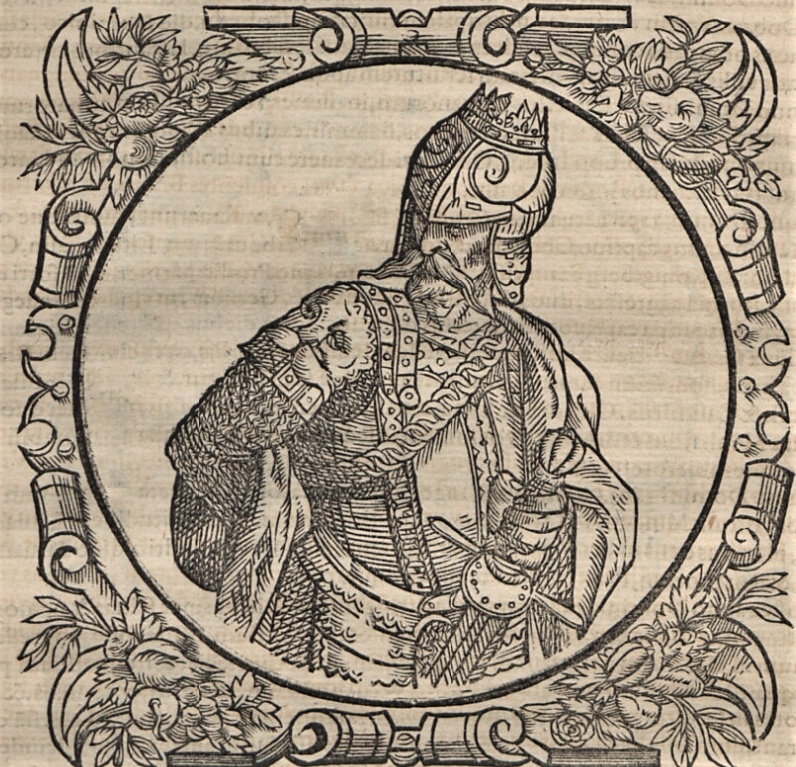
Raffigurazione di Gediminas tratta dalle cronache di Alessandro Guagnini pubblicate nel 1578. Padre di Kęstutis, fu Granduca di Lituania dal 1316 al 1341

Kęstutis nacque attorno al 1297 o comunque non oltre il 1300; era il quarto (o il quinto) figlio di Gediminas, Granduca di Lituania dal 1316, e della moglie Jewna.
Non è nota alcuna informazione sui primi anni di Kęstutis. Suo padre ricoprì il ruolo di sovrano per più di venticinque anni e riuscì a estendere moltissimo i territori sotto il suo dominio, se si tiene conto del fatto che il Granducato finì per inglobare aree oggi comprese nei confini della Lituania, della Bielorussia, della Russia e dell'Ucraina. Nel 1337, Gediminas guidò un attacco contro i Cavalieri teutonici insediati nel castello di Bayerburg, ma la battaglia culminò in una disfatta e in quell'occasione morì anche il duca di Trakai. Resta incerto se Gediminas abbia assegnato già in quel frangente la gestione del Ducato di Trakai a Kęstutis. Qualche studioso ha addirittura individuato nella battaglia di Galialaukė del 1338 la prima operazione militare a cui avrebbe preso parte il nuovo duca, terminata anche in quel caso con una sconfitta per i baltici. Nella speranza di preservare quanto conquistato, in punto di morte Gediminas affidò la gestione delle varie regioni del Granducato di Lituania ai suoi numerosi figli. A Kęstutis fu concessa (o confermata) la gestione del già menzionato Ducato di Trakai e, in più, il Ducato di Samogizia.

#### Granducato di Jaunutis (1341-1345)
Quale suo successore come granduca, Gediminas, perito nel 1341, indicò Jaunutis, malgrado non fosse il primogenito. Le ragioni alla base della scelta non sono del tutto chiare, sebbene alcuni studiosi abbiano ipotizzato che la nomina sia stata giustificata dal fatto che fosse il primo figlio dell'ultima moglie del sovrano. È plausibile pure che i due fratelli maggiori Narimantas e Algirdas fossero stati scartati perché il padre temeva che potessero scoppiare dei dissidi tra i due. Considerata la grande fatica con cui Gediminas era riuscito a rendere il Granducato una stabile e robusta potenza dell'Europa orientale, è lecito dedurre che egli volesse scongiurare lo scoppio di un conflitto che avrebbe potuto vanificare la stabilità interna raggiunta dalla Lituania. Si è infine suggerito che si sarebbe trattato verosimilmente di un compromesso, poiché alcuni dei fratelli di Jaunutis avevano scelto come lui di perseguire la stessa decisione del padre e di rimanere fedeli al paganesimo (ad esempio Algirdas e Kęstutis), mentre altri, malvisti a seguito delle loro conversioni, avevano deciso di abbracciare la religione ortodossa (Narimantas, Karijotas e Liubartas).

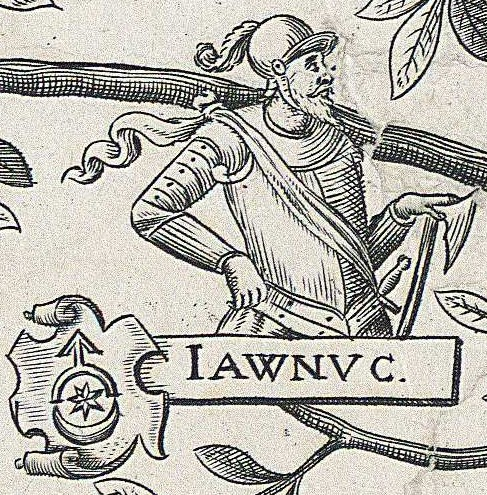
Ritratto immaginario di Jaunutis del 1675. Fratello di Algirdas, fu Granduca di Lituania dal 1341 al 1345.

Quando Jaunutis salì al potere preferì seguire una politica pacifica in campo estero, venendo favorito dal momento di crisi che stavano vivendo i Cavalieri teutonici, acerrimi nemici del Granducato, e il loro Gran maestro Ludolf König. I suoi fratelli, al contrario, erano decisamente più bellicosi: si spiega così perché Algirdas attaccò Možajsk nel 1341 e poi prestò soccorso nel 1342 a Pskov quando questa città fu attaccata dall'Ordine di Livonia, un altro ordine religioso cavalleresco attivo nell'Europa orientale e impegnato nella crociata lituana. Tuttavia, approfittando delle debolezze dei teutonici e dei livoniani, Algirdas e Kęstutis compirono un'ampia campagna che colpì varie aree della Livonia meridionale (grosso modo l'odierna Lettonia), spingendosi fino a est di Riga. Non è chiaro se il Granduca Jaunutis avesse prestato il proprio tacito consenso o se, semplicemente, non fosse stato materialmente in grado di far desistere i suoi consanguinei dal loro intento.
La situazione cambiò nel 1343 o nel 1344, quando l'Ordine teutonico, forte della proclamazione di una crociata, convinse vari sovrani dell'Europa occidentale a combattere contro la Lituania pagana per vendicare le incursioni subite negli anni precedenti. La chiamata alle armi si rivelò però un fiasco, considerando che non solo l'attacco crociato indirizzato contro la città di Veliuona si rivelò di scarso effetto, ma che i teutonici dovettero abbandonare l'offensiva quando seppero che Algirdas stava razziando con successo, ancora una volta, la Livonia. Nel frattempo, a sud Algirdas agì nuovamente senza consultare Jaunutis e prestò assistenza al fratello Liubartas, principe di Volinia e impegnato nelle guerre di Galizia-Volinia. Alla fine, nella seconda metà del 1344, la Lituania rappresentata di fatto da Algirdas e Kęstutis raggiunse un accordo con la Polonia e i crociati, uscendo temporaneamente dalle ostilità. Le campagne lituane erano seguite con grande attenzione dalla rivale Moscovia, sebbene non si giunse a uno scontro armato tra le due; Mosca infatti aveva preferito convincere varie città a cambiare schieramento e a rinnegare i baltici, come nel caso di Brjansk, con la diplomazia. Inorgogliti dalla fama che stavano guadagnando con le loro campagne vittoriose e preoccupati che i crociati potessero avviare grosse e temibili offensive, Algirdas e Kęstutis si convinsero nel 1345 a destituire il fratello Jaunutis, che ormai aveva probabilmente perso ogni potere sostanziale. Benché si fosse sostenuto in passato che il colpo di Stato avvenne il 22 novembre 1345, lo storico britannico Stephen Christopher Rowell ritiene che questa data sia errata, in quanto confusa con il battesimo di Jaunutis avvenuto a Mosca il 23 settembre 1345.

### Vice-Granduca (1345-1377)

#### Fronte occidentale

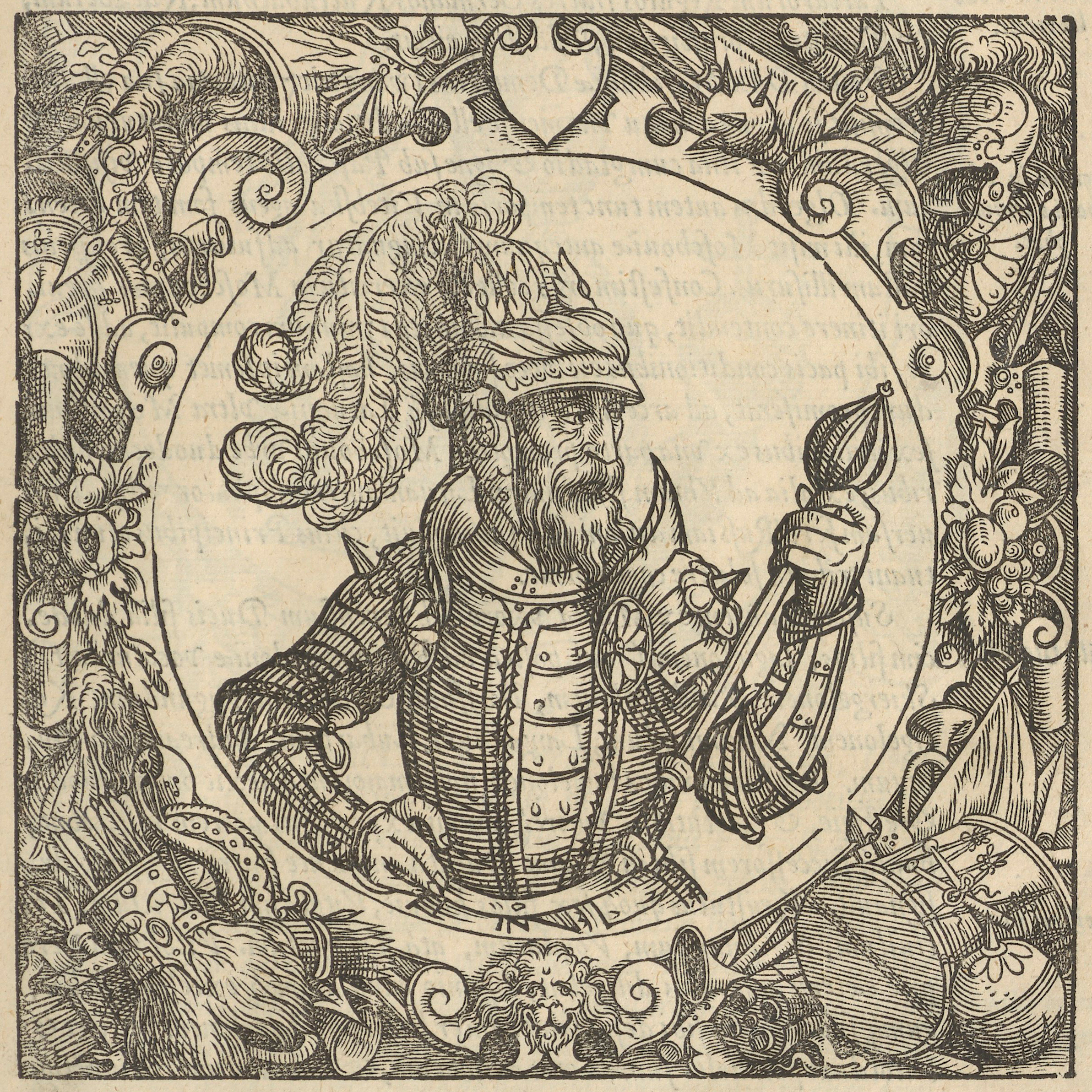
Algirdas, Granduca dal 1345 al 1377. La grande intesa che contraddistinse il rapporto con suo fratello Kęstutis permise al Granducato di Lituania di diventare una delle più forti potenze dell'Europa orientale.

Una volta spodestato Jaunatis, che fu imprigionato ma riuscì poi a fuggire a Mosca, Algirdas assunse la carica di Granduca, mentre Kęstutis venne confermato nel ruolo di duca di Trakai e della Samogizia, acquisendo inoltre una sorta di status di vice-Granduca, che gli garantì una completa libertà di manovra. Gli altri fratelli non ostacolarono il rovesciamento di Jaunutis forse riconoscendo e accettando la superiorità militare e la maggiore capacità di governo di Algirdas e Kęstutis. I due diedero vita a una sorta di duumvirato, un caso per la verità già esistito nella storia della Lituania, se si pensa al dualismo tra Butigeidis e Butvydas (probabile nonno di Kęstutis) e forse a quello di Vytenis (zio di Kęstutis) e Gediminas prima del 1316.
Algirdas decise di concentrarsi sulle questioni che impegnavano il Granducato a oriente, mentre assegnò la gestione dell'area occidentale a Kęstutis, che dovette confrontarsi con l'Ordine teutonico, l'Ordine di Livonia, la Polonia e l'Ungheria. Il Granduca a ogni modo partecipò, nel 1345, a un'incursione di Kęstutis che devastò la Sambia e la Livonia centrale, terminata con la cattura di 600 prigionieri. L'anno successivo una spedizione dei Lituani colpì nuovamente i crociati in Sambia, che stavano ancora vivendo un periodo di difficoltà. Kęstutis, da fervente pagano quale era, portò avanti le lotte con i cristiani in maniera costante ma con alterne fortune.
Nel frattempo, Jaunutis aveva cercato invano di trovare alleati per riprendere il potere. Alla fine, nel 1347, fece ritorno a Vilnius e rinunciò formalmente al titolo granducale, riconciliandosi dunque con i fratelli. Come premio per il suo rappacificamento, gli fu assegnato il titolo di duca di Zaslavl'.
Nel 1348, il comandante teutonico Winrich von Kniprode riuscì a sferrare un duro colpo ai Lituani nella battaglia della Strėva, svoltasi in campo aperto. Nel 1352, quando Winrich von Kniprode assunse il ruolo di Gran Maestro, egli comprese che era necessario porre un freno alle incursioni del Granducato con azioni oculate. Uno dei proficui risultati raggiunti durante la sua gestione riguardò l'allargamento della zona cuscinetto tra lo Stato monastico e la Lituania, un'area praticamente priva di insediamenti urbani per via delle costanti razzie: lo scopo perseguito era sì quello di causare uno spopolamento attraverso le incursioni, ma soprattutto quello di avvistare prima gli invasori in caso di attacco. A parte l'impiego di reclute straniere, il successo maggiore passò per l'indebolimento dei suoi nemici «attraverso un ponderato ricorso alla diplomazia». Concentrandosi sull'alleanza che avevano stipulato polacchi e Lituani negli anni trenta del Trecento, il Gran maestro teutonico intervenne mantenendo rapporti amichevoli con i primi, stipulando una pace con la Lituania nel 1357 e fornendo sostegno ai duchi polacchi ostili a Casimiro III di Polonia. Il re polacco giunse ad accusare Kniprode di aver fornito sostegno militare a Kęstutis quando questi saccheggiò la Varmia nel 1356. In quel frangente, si verificò addirittura la concreta possibilità che l'Ordine stringesse un trattato di cooperazione con la Lituania, su invito di quest'ultima, in chiave anti-Cracovia, ma papa Innocenzo VI bloccò le trattative perché «scandalizzato» dalla prospettiva di un'alleanza tra pagani e cristiani.

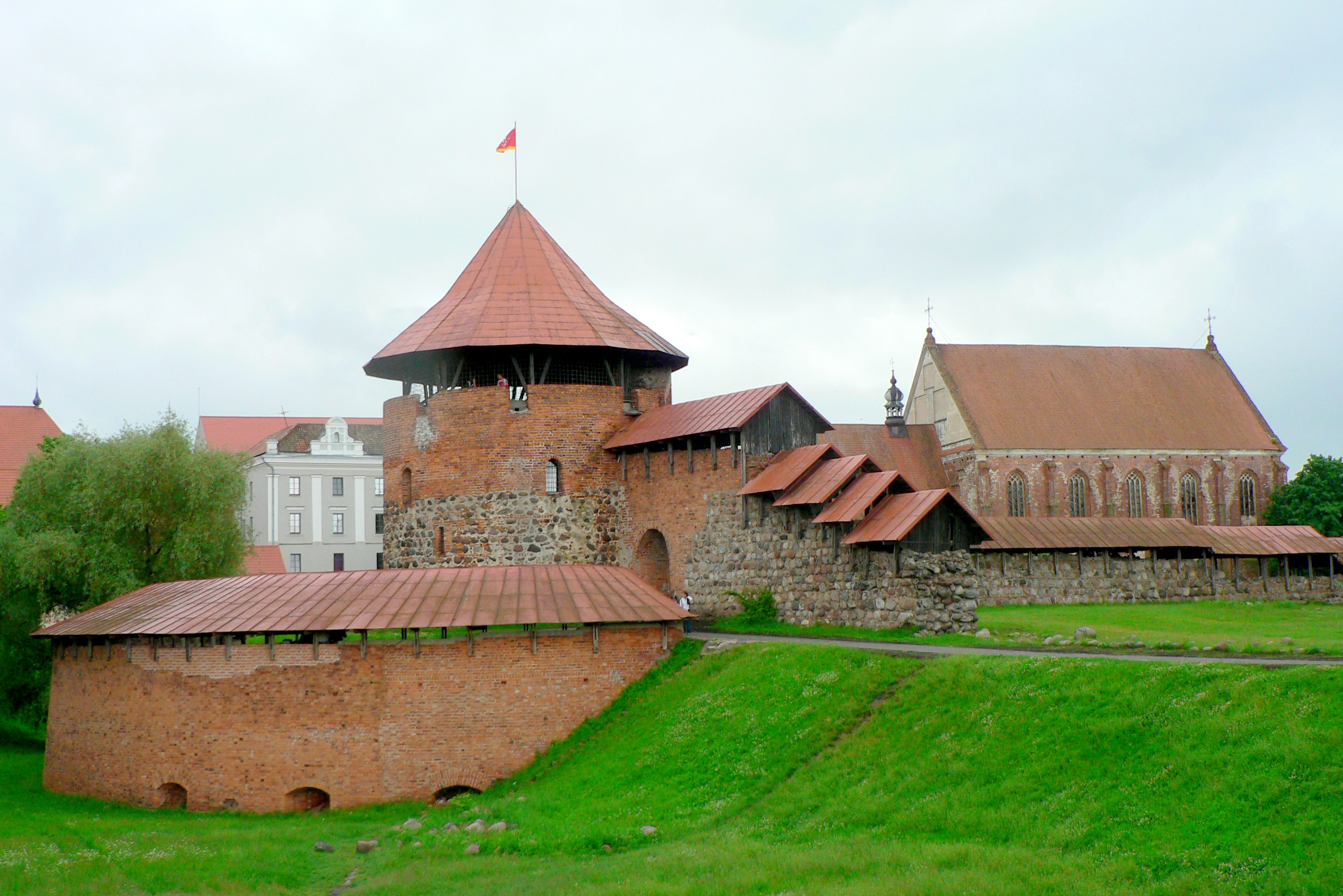
Rovine parzialmente ricostruite del castello di Kaunas

Nel 1358, l'imperatore tedesco Carlo IV avviò dei negoziati di pace con uno dei due fratelli in cambio della sua conversione al cristianesimo. Sul reale promotore dell'iniziativa permangono dei dubbi: secondo alcuni storici fu Vilnius ad avviarla, mentre per altri si trattò di un'iniziativa di Carlo IV. Giungere a un accordo, tuttavia, sarebbe risultato irrealizzabile. Il Granduca lituano chiedeva infatti il completo ritiro dell'Ordine teutonico dalla regione baltica, una condizione impossibile da accettare per l'imperatore, che necessitava del sostegno del gruppo cavalleresco. In aggiunta, si domandava il trasferimento dei teutonici nell'odierna Ucraina «per proteggere i Ruteni dai Tatari». La proposta fu considerata un oltraggio e riaccese le ostilità fino a quando, nel 1361, il maresciallo dell'Ordine Henning Schindekopf e il re Luigi I d'Ungheria intercettarono e catturarono Kęstutis. Quest'ultimo riuscì tuttavia a sfuggire alla morte abbandonando la roccaforte di Marienburg, dove era giunto in catene nel 1362. Per passare inosservato e tornare in Lituania, Kęstutis si travestì da crociato e viaggiò tra paludi e regioni a lui ostili nel completo anonimato. L'Ordine colse un altro importante successo nell'aprile del 1361, quando un esercito distrusse il castello di Kaunas, situato nel cuore del Granducato, e catturò Vaidotas, figlio di Kęstutis e comandante incaricato di difendere il presidio. La strategia adottata da Kęstutis contro i cristiani perseguiva un duplice scopo: sfondare la rete nemica di castelli situata lungo il corso finale del fiume Nemunas e tentare al contempo di preservare una linea difensiva che contenesse le aggressioni che potevano partire dalla Livonia e dalla Prussia.
Sotto il maresciallo dell'Ordine Henning Schindekopf iniziò un periodo di reciproca devastazione, alla fine del quale nessuno dei due avversari risultò indebolito in modo netto; di conseguenza, si giunse a una tregua e alla mutua liberazione dei prigionieri catturati. Tra il 1362 e il 1370 i crociati intrapresero una ventina di "spedizioni punitive" (52 fino al 1382) contro la Lituania adottando un coordinamento migliore nelle proprie azioni belliche, di cui tra le principali si segnalano un attacco a Vilnius nel 1365 e un secondo verso Kaunas nel 1368. Le incursioni compiute dall'Ordine di Livonia tra il 1363 e il 1367 si concentrarono sulla frontiera nord-occidentale del Granducato, mentre l'Ordine teutonico eseguì un'offensiva che si spinse a nord di Kaunas e fino al fiume Šventoji. Uno dei figli di Kęstutis, Butautas, disertò i Lituani nel 1365 con la speranza di spodestare Algirdas e guidò i crociati verso Vilnius, dando alle fiamme i castelli di Kernavė e Maišiagala. In quel momento le controffensive di Algirdas e Kęstutis arrancarono e resero lampante il fatto che la coalizione crociata appariva ormai rinvigorita rispetto ai decenni immediatamente precedenti.
Nel frattempo, la firma di un'intesa commerciale con l'Ordine di Livonia del 1367 avvenuta a seguito di un attacco crociato a Trakai, situata 22 km a ovest di Vilnius, non fermò le ostilità, che proseguirono su scala minore negli anni a venire. Tempo dopo, nel febbraio 1370, si verificarono le condizioni perché scoppiasse una battaglia di grandi proporzioni. Algirdas e Kęstutis radunarono contingenti da tutta la Lituania, alcuni feudatari rus' fedeli presenti in Sambia e dei tatari ostili allo Stato monastico. Per contro, il Gran maestro von Kniprode convocò unità da diverse località e le indirizzò immediatamente verso l'esercito principale. Impegnato a saccheggiare i dintorni di Rudau (a nord di Königsberg), Kęstutis si accorse a un certo punto dell'avvicinamento di una grande forza crociata, dileguandosi immediatamente. Suo fratello Algirdas si spostò invece precipitosamente su una posizione sopraelevata, confidando nell'opportunità di difendersi meglio. La battaglia di Rudau che ne seguì si rivelò tra le più sanguinose della crociata e assunse le caratteristiche di una battaglia campale. Solo al calar della notte, dopo un giorno intero di scontri, la calma tornò a regnare e, se si tiene conto del computo delle vittime (quasi 1 000 baltici contro i 26 cavalieri e i 100 o 200 cristiani), si intuisce come la vittoria teutonica fu netta. Algirdas non ebbe problemi a fuggire quando la situazione volse al peggio, ma non indirizzò mai più grosse armate in Prussia e i crociati vissero un periodo sereno lungo le zone di confine.

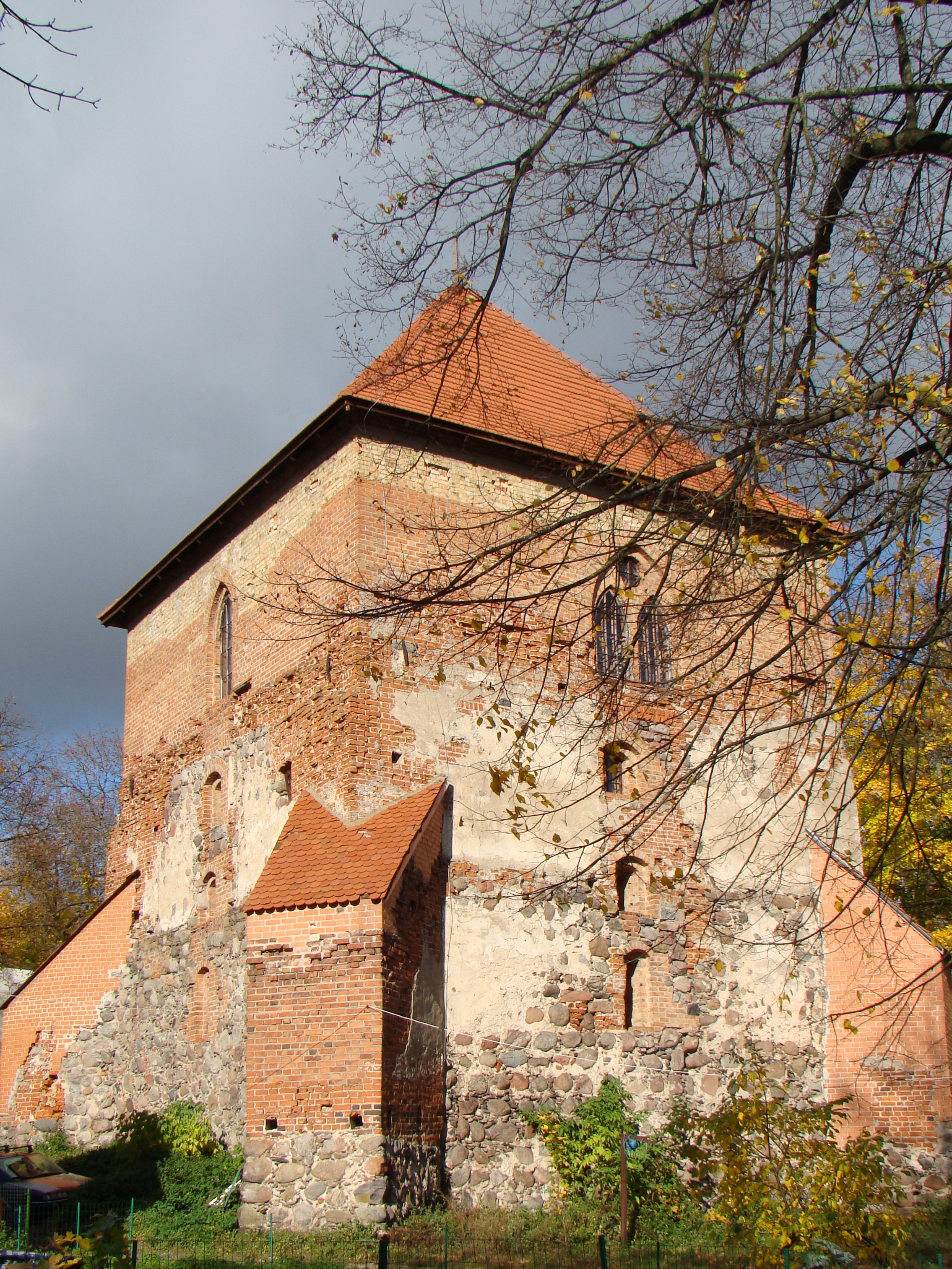
Resti del castello di Trakai, costruito sulla penisola da Kęstutis

L'appello avanzato nel 1373 da papa Gregorio XI ad Algirdas e a Kęstutis di convertirsi cadde nel vuoto. Questa scelta isolò ancor maggiormente la Lituania in Europa, la cui potenza militare si ridusse durante tutti gli anni settanta del Trecento. Inoltre, mentre gli ordini cavallereschi poterono contare con regolarità sull'afflusso di reclute straniere nella pianificazione delle loro campagne, i Lituani dovettero fare i conti con il basso numero di soldati a disposizione, come si deduce dal fatto che tra il 1373 e il 1377 Kęstutis, Algirdas e i suoi figli organizzarono meno di sette spedizioni verso gli Stati crociati, di cui nessuna dalla vasta portata. Kęstutis dovette preoccuparsi di difendere Trakai, suo centro urbano di riferimento, in più occasioni negli anni settanta del Trecento (nello specifico 1374, 1376 e 1377). Secondo alcuni studiosi, nel terzo quarto del XIV secolo trasferì la sua residenza da Trakai Vecchia (Senieji Trakai) a Trakai Nuova.

#### Fronte meridionale
Quando nel 1348 i crociati sconfissero i Lituani nella battaglia della Strėva, Algirdas e Kęstutis sentirono il bisogno di contare su una maggiore stabilità nelle regioni più marginali del Granducato. Nel 1349, papa Clemente VI ricevette la notizia che a Kęstutis era stata promessa una corona reale in caso di conversione al cristianesimo e approvò la prosecuzione delle trattative. Ad agire come intermediario nelle operazioni fu il re polacco Casimiro III, ma non è noto se Kęstutis ricevesse la notizia del placet del pontefice, perché nell'autunno del 1349 Casimiro attaccò la Volinia, comportando una prosecuzione delle ostilità anche nell'anno seguente. Durante le guerre di Galizia-Volinia, con la Polonia e la Lituania che erano entrambe intervenute e si contendevano il possesso della Volinia, re Luigi I d'Ungheria offrì un accordo di pace a Kęstutis il 15 agosto 1351, ai sensi del quale il lituano avrebbe dovuto accettare il cristianesimo e fornire appoggio militare al regno d'Ungheria, in cambio della corona reale. Nell'accampamento magiaro, Kęstutis finse di accettare il patto eseguendo un rituale pagano al fine di convincere la controparte. In realtà, Kęstutis non aveva intenzione di onorare l'accordo e fuggì tre giorni dopo con i suoi seguaci dall'accampamento ungherese, ma Luigi non lo inseguì e lo lasciò andare via. Gli storici non ritengono tuttavia assimilabile quest'episodio a un'«incruenta vittoria diplomatica», in quanto fu soltanto l'atteggiamento passivo dei Magiari a favorire indirettamente il Granducato.

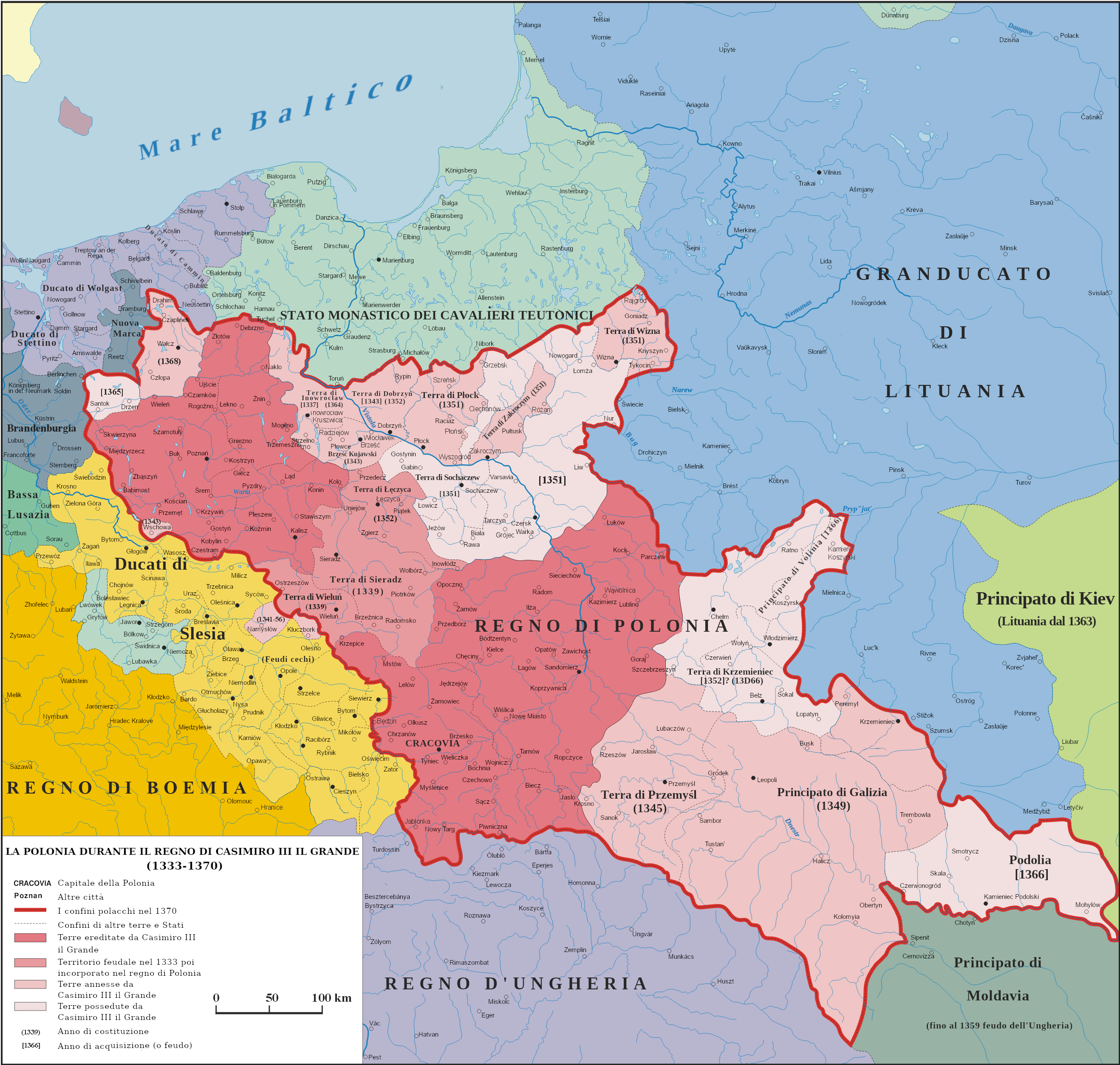
La Polonia di Casimiro III. In basso si possono scorgere le acquisizioni compiute a scapito della Lituania in Galizia (1349) e in Volinia (1366). Quest'ultima regione fu riconquistata in parte tra 1367 e 1370 da Kęstutis, per poi essere nuovamente perduta entro il 1382.

Una lunga contesa interessò la Lituania con riferimento alla Galizia e alla Volinia. Nel 1349, Leopoli e la Galizia passarono sotto il controllo della Polonia di Casimiro III. Nel 1350, Algirdas riconquistò la Volinia sottraendola alla Polonia ricollocando al comando il fratello Liubartas, ma la regione rimase lo stesso contesa. Nel 1358, il Granduca lituano confidò nella possibilità di preservare la pace con la Polonia organizzando le nozze di sua figlia Kenna con un nipote di Casimiro III, Casimiro IV di Pomerania. La questione non poteva comunque dirsi risolta, in quanto una chiara ripartizione della sfera d'influenza polacca e di quella lituana sulla Volinia non era ancora stata ben definita. Nel 1366, i rapporti con la Polonia finirono per riaggravarsi quando questa condusse un paio di vincenti campagne in Volinia. Benché Algirdas si rendesse benissimo conto della necessità di fornire supporto a Liubartas per riconquistare quanto perduto, alla fine preferì giungere alla stipula di un trattato con la controparte, i cui termini furono concordati da una delegazione baltica, che rappresentava gli interessi di Algirdas, Kęstutis e Liubartas, e da una polacca, che si componeva dei delegati di Casimiro e degli aristocratici della regione che lo sostenevano. Da quel momento storico, Algirdas non fu più coinvolto nelle vicende della Volinia, di cui si preoccupò esclusivamente Kęstutis. I Lituani cercarono di approfittare della prima occasione disponibile per riprendere quanto perduto e colpirono la regione sia nel 1367, quando il re Casimiro III morì, sia poi nel 1370, riuscendo a riconquistare una discreta porzione di territorio.
Verso la metà degli anni settanta del Trecento il peso politico della Lituania si attenuò, complice la perdita di alcune città passate nell'orbita della Moscovia e la ripresa delle ostilità con i crociati. Più positiva si dimostrò la situazione del fronte sud-occidentale, quando nel 1376 Liubartas e Kęstutis decisero di riprendere le ostilità con la Polonia. In quel caso l'attacco penetrò nel cuore del regno nemico, riuscendo a colpire ad esempio Sandomierz, e terminò con la cattura di 23000 prigionieri. La controffensiva polacca dell'anno successivo cessò grazie alla firma di una tregua, ai sensi della quale il possesso lituano sulla Volinia fu però preservato a caro prezzo, considerato quanto fossero provate le truppe dopo tutte queste guerre e, soprattutto, tenendo conto della necessità di sparpagliare ancora di più le poche truppe a disposizione per presidiare un dominio così incredibilmente vasto. Di queste difficoltà seppe approfittare il re magiaro Luigi I, che dal 1367 amministrava sia la Polonia sia l'Ungheria, entrate in unione personale. Prima del 1382, anno della morte di Kęstutis e di Luigi, quest'ultimo era riuscito a riconquistare ognuna delle città sottomesse dai Lituani negli anni settanta del Trecento.

#### Fronte orientale

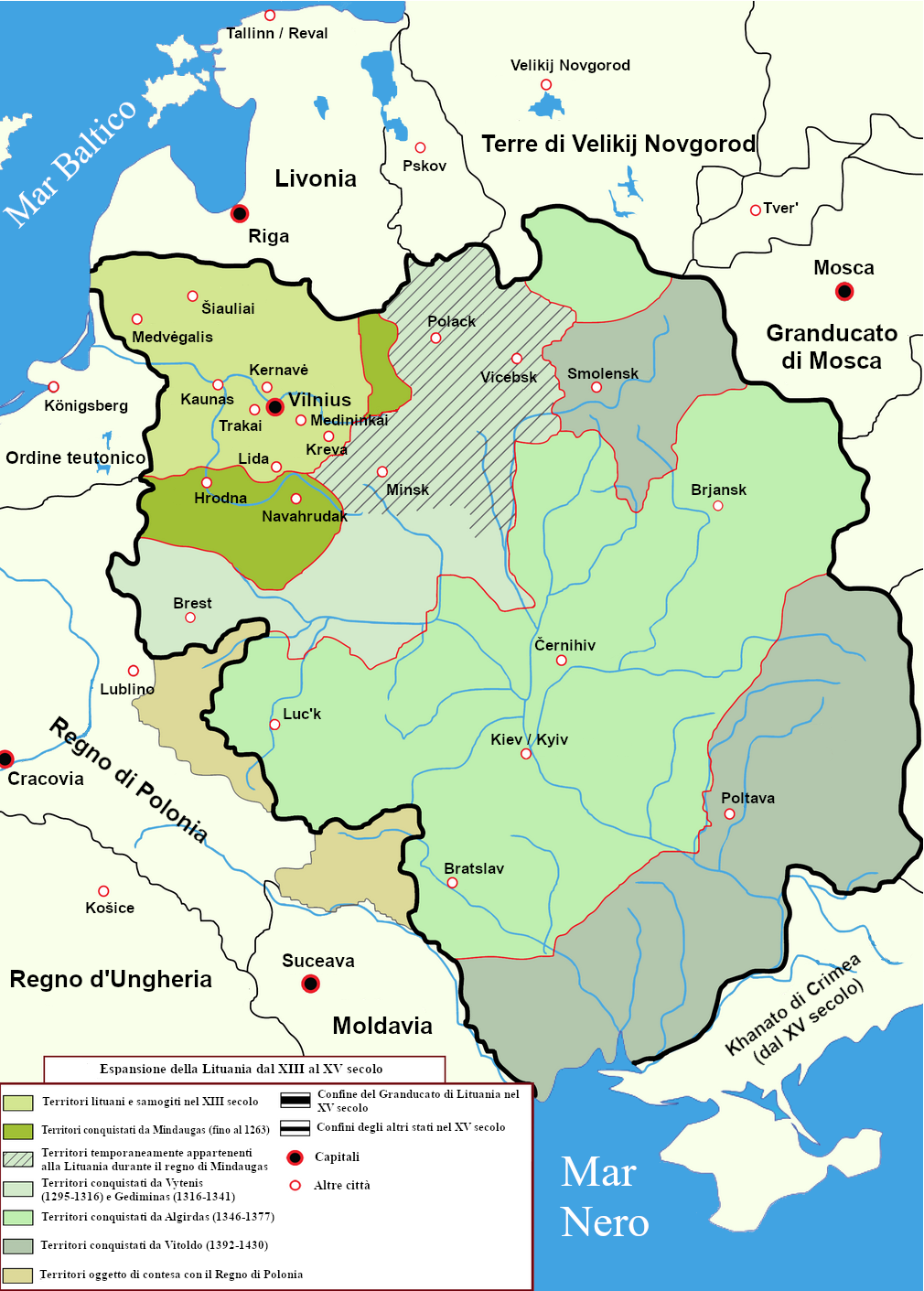
Espansioni del Granducato di Lituania dal XIII al XV secolo

Pur essendo gli affari della zona orientale principalmente gestiti da Algirdas, Kęstutis partecipò comunque a varie operazioni militari in soccorso del fratello quando gli fu chiesto. Un importante scontro a cui Kęstutis prese parte fu la battaglia delle Acque Blu, combattuta presso il Bug Meridionale nel 1362 (o 1363) contro l'Orda d'Oro. Poiché il suo esercito fu sbaragliato, il khan tataro fu costretto a migrare ancora più a sud, con la sua autorità che nel 1363 si estendeva nella penisola di Crimea e poco più a nord, avendo perduto il controllo della Podolia e di altri principati rus'. Il principale nemico che tenne però impegnato Algirdas durante il suo granducato fu la Moscovia, con la quale la Lituania stava cercando di competere per la supremazia dell'Europa orientale. La principale operazione militare che riguardò i due Stati fu la guerra lituano-moscovita del 1368-1372, riassumibile in estrema sintesi come una serie di tre spedizioni compiute da Algirdas rispettivamente nel 1368, 1370 e 1372, anche con la presenza di Kęstutis, che interessarono persino la città di Mosca. Tuttavia, le campagne si rivelarono infruttuose e la Lituania perse qualche anno dopo il 1372 l'influenza su città che prima erano nella sua orbita, tra cui Tver' e Smolensk. Secondo Zigmantas Kiaupa e Zenonas Norkus, queste campagne dimostrarono che la possibilità di infiltrarsi in maniera rapida nelle terre moscovite, i cui difensori si fecero trovare poco pronti soltanto durante la prima spedizione del 1368, era ormai storicamente svanita. Le disfatte si spiegano anche tenendo conto del fatto che Algirdas sopravvalutò la potenza del Granducato, dimostratosi incapace di combattere su più fronti e di respingere sia la minaccia teutonica a ovest sia quella russa.

### Jogaila al potere (1377-1381)
Nel febbraio del 1377, i Lituani dovettero resistere all'assedio di Vilnius da parte dell'Ordine teutonico, conclusosi con la respinta degli invasori stranieri. Si trattò dell'ultima operazione militare a cui avrebbe partecipato Algirdas in qualità di granduca, poiché qualche mese dopo, nel maggio del 1377, egli morì. Al potere gli succedette Jogaila, il quale era sì il primogenito, ma della seconda moglie di Algirdas, Uliana di Tver', una decisione questa che fu tutto sommato accettata da Kęstutis, ormai in età avanzata. Kęstutis mantenne gli stessi titoli e la stessa carica di vice-Granduca che aveva ricoperto quando Algirdas era in vita. Sin dal momento del suo insediamento, Jogaila dovette preoccuparsi di respingere le incursioni delle armate teutoniche, proseguite in maniera intensa dal 1377 al 1379. La retorica anti-cristiana fu portata avanti con grande vigore da Kęstutis, mentre Jogaila assunse un atteggiamento più cauto e misurato e strinse persino alleanze con l'Ordine teutonico e con l'Ordine di Livonia. Questa nuova politica, in netto contrasto con quella del padre e dello zio, è spiegata da alcuni storici come frutto di «un conflitto generazionale» e il segno che una nuova stagione storica stava di lì a poco per cominciare per la Lituania. Per Claudio Carpini, ormai l'aspetto religioso che ruotava intorno alla crociata lituana aveva perso molta della centralità del secolo passato. Con il trattato di Dovydiškės, stipulato in gran segreto nel 1380 con i cavalieri dell'Ordine, Jogaila suggellò per iscritto l'impegno a non sostenere militarmente Kęstutis in caso di attacco dei crociati.

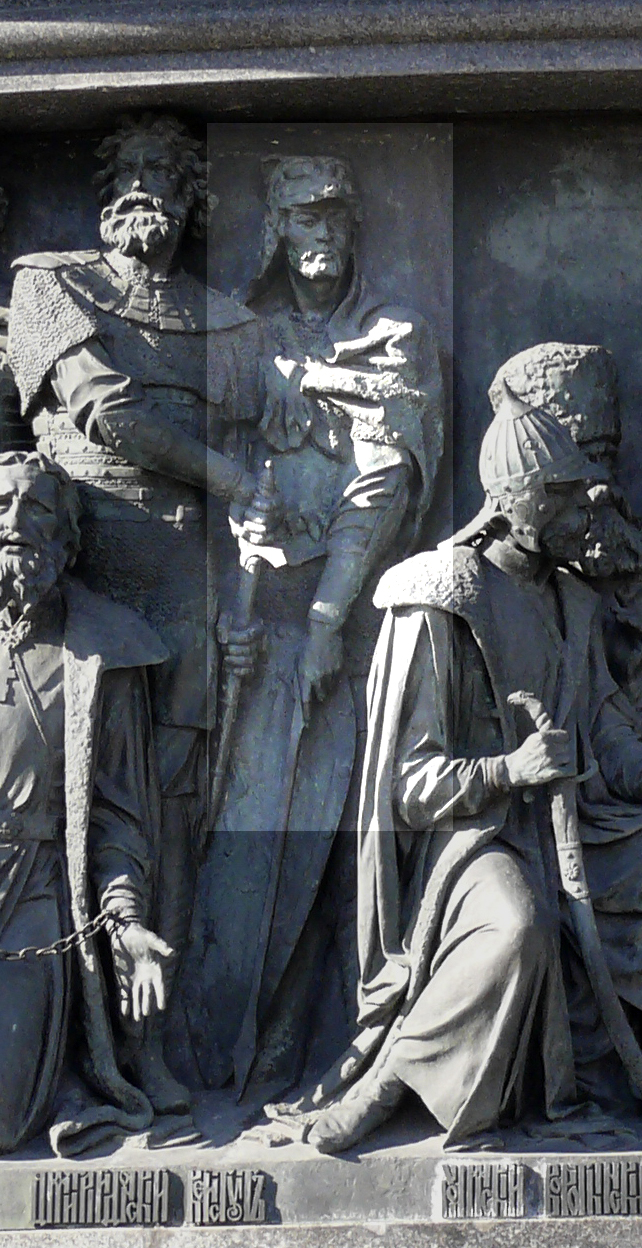
Kęstutis (nel quadrato illuminato) sul monumento dedicato al Millenario della Russia a Velikij Novgorod

In un primo momento Jogaila, come il padre, preferì concentrarsi sulle questioni orientali del Granducato, con la speranza di costituire un'ampia coalizione anti-moscovita. Così si spiega perché fornì supporto ai tatari quando questi assediarono Mosca, ma non si comprende quali ragioni gli impedissero di fornire sostegno all'Orda d'Oro nella battaglia di Kulikovo del 1380, uno scontro ritenuto dal grande valore simbolico nella storia della Russia. Frattanto i Cavalieri teutonici aggredirono le terre del Ducato di Trakai e della Samogizia; pur essendo riuscito a difendere i due possedimenti, Kęstutis subì varie perdite e si lamentò della completa assenza di supporto di Jogaila. Dal canto suo, il Granduca sottolineò come ormai l'anziano zio fosse incapace di gestire le operazioni militari e si preoccupasse piuttosto di promuovere l'ascesa di Vitoldo (figlio di Kęstutis), con il quale Jogaila aveva un ottimo rapporto. Quando poco dopo venne a conoscenza del trattato di Dovydiškės, della cui firma era totalmente ignaro, Kęstutis si convinse a esautorare suo nipote.

### Granduca di Lituania (1381-1382)
Per gestire gli affari orientali, Jogaila aveva delegato in qualità suo reggente a Vilnius suo fratello Skirgaila, di cui si fidava ciecamente. Quando quest'ultimo partì alla volta di Polack per sopprimere una rivolta scatenata dai suoi abitanti, Kęstutis decise di approfittarne ed entrò con le sue truppe a Vilnius elevandosi al ruolo di granduca. Mentre Jogaila fu relegato a Krėva e a Vicebsk e dovette rinunciare a tutti i suoi titoli in cambio della libertà, Kęstutis inaugurò uno stato di guerra costante per contrastare i suoi nemici di sempre, i crociati, investendo numerosissime risorse economiche e suscitando il malcontento del popolo lituano, in particolare dei commercianti. Secondo Robert Frost, Kęstutis ipotizzava che il nipote si sarebbe comportato come Jaunutis nel 1347, il quale alla fine rinunciò definitivamente alle sue aspirazioni al potere. Desiderosi di scongiurare il prolungamento delle lotte, vari Lituani sollecitarono Jogaila a porre un freno alla politica del granduca, circostanza che spinse il giovane ad allearsi con i suoi fratelli Skirgaila e Kaributas e ad attaccarlo apertamente. All'indomani della morte dell'hochmeister von Kniprode, nel 1382, Kęstutis ordinò la sua ultima incursione, grazie alla quale raggiunse Tapiau, distante 40 km a est di Königsberg. Le condizioni affinché si realizzasse una vendetta furono garantite proprio da Jogaila, al quale l'Ordine teutonico garantì il suo aiuto in cambio di concessioni territoriali in Samogizia. Forte di tale supporto, il figlio di Algirdas aggredì Trakai e in seguito si spinse verso il cuore della Lituania. Gli abitanti di Vilnius, sobillati dal mercante Hanul di Riga, permisero alle armate di Jogaila di entrare di soppiatto nel centro abitato. Volendo scongiurare il rischio di una grande guerra civile, furono avviati dei colloqui tra Jogaila e Kęstutis, che nelle operazioni venne assistito da suo figlio Vitoldo. Tuttavia, durante le negoziazioni Kęstutis e Vitoldo vennero fatti prigionieri e relegati in prigione nel castello di Krėva, dove Kęstutis morì a oltre ottant'anni di età nell'agosto del 1382 e Jogaila tornò al potere.

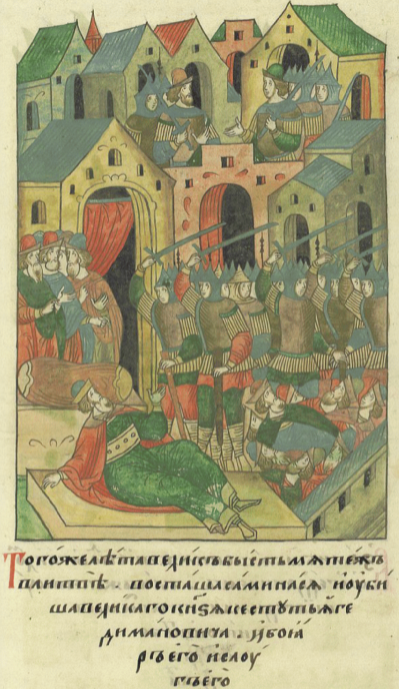
L'assassinio di Kęstutis in una miniatura tratta dalla Cronaca illustrata di Ivan il Terribile

Non è noto se il decesso dell'anziano Granduca sia avvenuto per cause naturali, per suicidio o perché fatto uccidere dal nipote. Fu organizzato per lui un sontuoso funerale pagano, l'ultimo della storia della Lituania, e il suo corpo venne bruciato insieme ai suoi cavalli e alle sue armi a Vilnius. I sostenitori di Kęstutis furono perseguitati, imprigionati o, nel peggiore dei casi, uccisi. Vitoldo riuscì a evadere dal castello di Krėva travestendosi in abiti femminili, proseguendo la guerra civile lituana che era scoppiata nel 1381 e che terminò solo nel 1384.

## Ascendenza
|           |                |   | Genitori |  |  | Nonni        |  |  | Bisnonni |  |
|           |                |   |          |  |  | Butvydas (?) |  |  | …        |  |
|           |                |   |          |  |  | Butvydas (?) |  |  | …        |  |
|           |                | … |          |  |  | Butvydas (?) |  |  |          |  |
| Gediminas |                |   |          |  |  | Butvydas (?) |  |  |          |  |
|           |                | … | …        |  |  |              |  |  |          |  |
|           |                | … | …        |  |  |              |  |  |          |  |
|           |                | … | …        |  |  |              |  |  |          |  |
| Kęstutis  |                | … |          |  |  |              |  |  |          |  |
|           | Ivan di Polack | … |          |  |  |              |  |  |          |  |
|           | Ivan di Polack | … |          |  |  |              |  |  |          |  |
|           | Ivan di Polack | … |          |  |  |              |  |  |          |  |
| Jewna     | Ivan di Polack |   |          |  |  |              |  |  |          |  |
|           |                | … | …        |  |  |              |  |  |          |  |
|           |                | … | …        |  |  |              |  |  |          |  |
|           |                | … | …        |  |  |              |  |  |          |  |
|           |                | … |          |  |  |              |  |  |          |  |

## Discendenza

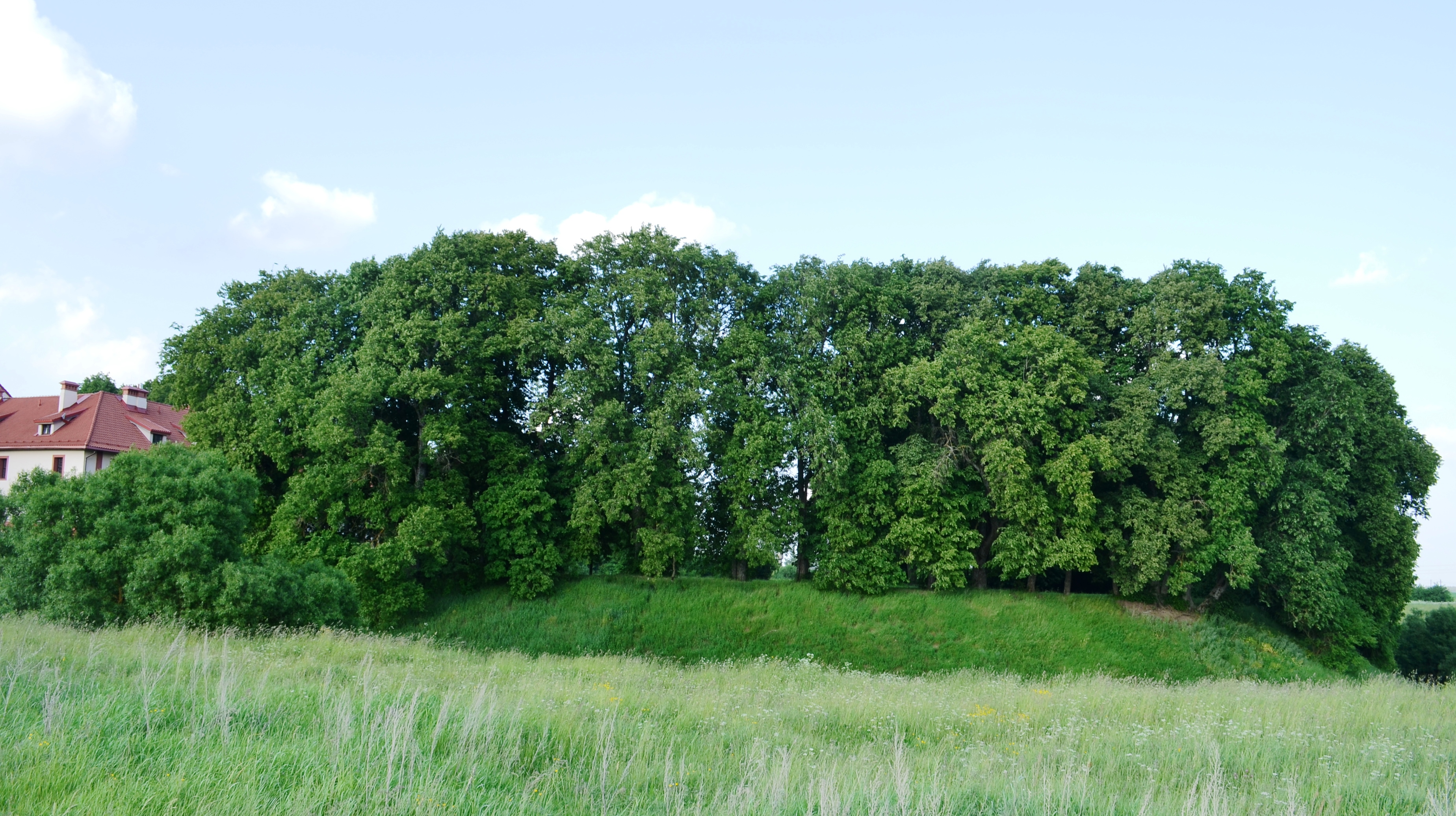
La fortezza di collina di Senieji Trakai, dove si celebrò il matrimonio tra il Granduca Kęstutis e Birutė

Nel 1345, Kęstutis celebrò le nozze con Birutė, una sacerdotessa pagana dedita al culto del dio Perkūnas che era famosa per la sua bellezza. Tuttavia, poiché per le sacerdotesse vigeva l'obbligo di castità, il duca di Trakai decise di rapirla e di chiedere poi la sua mano. La storia ha affascinato nei secoli successivi l'immaginario collettivo lituano, tanto che la vicenda fu reinterpretata dipingendo Kęstutis alla stregua di un uomo innamorato, tormentato dall'amore e che corteggiò a più riprese la sacerdotessa fin quando Birutė ricambiò il suo desiderio. Resta tuttavia incerto il numero di consorti di Kęstutis. A tal proposito, lo storico Stephen Christopher Rowell ha affermato:
(Stephen C. Rowell, Lithuania Ascending)
Di seguito un elenco che riporta i figli di Kęstutis:
- Vaidotas-Butautas (nome di battesimo: Enrico, ?-Praga, 1380)
- Vitoldo (Granduca di Lituania dal 1392 al 1430)
- Tautvilas (?-1390)
- Zygmantas (Granduca dal 1432 al 1440)
- Miklause-Maria (1375-1405) sposò Ivan di Tver'
- Danutė (1358 circa-1424) sposò Janusz di Mazovia
- Rimgailė (?-1433) sposò Enrico di Masovia e poi Alessandro I di Moldavia

## Personalità
In termini di carattere e abitudini personali, vi erano profonde differenze tra Kęstutis e Algirdas, con il primo che conduceva una vita meno morigerata del secondo. Ciononostante, i due fratelli finirono per completarsi reciprocamente e furono molto ammirati in Lituania. Kęstutis fu particolarmente apprezzato per il suo genio militare, la sua sincerità, la sua difesa delle tradizioni pagane e il suo spirito di sacrificio. All'estero, in particolare nell'Europa occidentale, gli si riconosceva una certa umanità e il comportamento rispondente agli ideali cavallereschi.

## Rilevanza storica

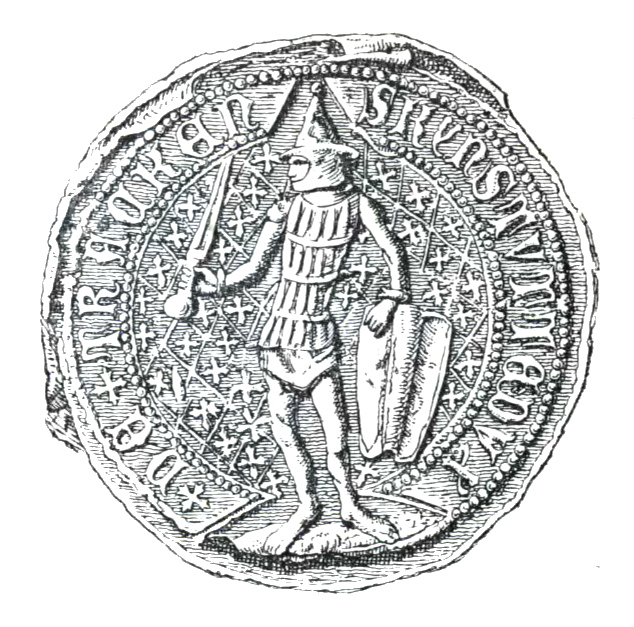
Sigillo di Kęstutis del 1379

Il Granducato visse una grande fase di sviluppo durante il duumvirato di Algirdas e Kęstutis. Si ritiene che due fattori abbiano contribuito al percorso di ascesa, ovvero la straordinaria sagacia politica di Algirdas e la devozione, durata una vita, del fratello Kęstutis. L'espansione dei confini della Lituania fu un ulteriore lascito della coppia, considerando che nel 1377 il Granducato misurava con sicurezza almeno 640000 km², una superficie più vasta di quella delle moderne Ucraina e Somalia. Con riferimento alla demografia, lo studioso Algirdas Budreckis ha stimato un aumento degli abitanti da 700000 nel 1341 a 1400000 nel 1377, anno della morte del Granduca Algirdas; mentre nel 1341 i Lituani erano 370000 (53% della popolazione totale), alla morte di Algirdas il numero era salito a 420000 (30% della popolazione totale, un calo percentuale che si spiega per via delle espansioni verso terre non abitate da Lituani).
Con la scomparsa di Algirdas ripresero le lotte interne al Granducato, con gli scontri tra Jogaila e Kęstutis che misero a repentaglio la stabilità faticosamente ottenuta negli anni precedenti; una lotta generazionale che concluse un capitolo storico decisamente intenso per la Lituania, quello dei più di 150 anni di difesa del paganesimo contro il mondo cristiano. La strategia di limitarsi a continuare a combattere i crociati come avevano fatto gli antenati di Kęstutis era ormai frutto di un disegno che appariva anacronistico, ovvero la persistente resistenza alla cristianizzazione. Persino la nobiltà lituana, particolarmente sensibile sul tema religioso, si stava lasciando inconsapevolmente "contagiare" dal modello occidentale, assorbendo elementi quali le tattiche di combattimento cavalleresche o l'adozione di vessilli e simboli identificativi.
Sia Vitoldo sia Jogaila (che assunse nel 1386 la corona di Polonia con il nome di Ladislao II Jagellone), eredi del lascito consegnato dai loro rispettivi genitori, si convertirono al cattolicesimo e furono protagonisti degli eventi storici accaduti in Lituania e in Polonia tra XIV e XV secolo.

## Influenza culturale

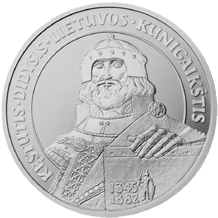
Litas commemorativo dedicato a Kęstutis

Inevitabilmente, una grossa fetta dell'eredità storico-culturale di Kęstutis resiste in maniera evidente nella sua patria. Kęstutis è un nome maschile popolare in Lituania. Mikalojus Konstantinas Čiurlionis dedicò un'ouverture sinfonica al Granduca nel 1902. Petras Tarasenka, storico e archeologo lituano, scrisse un racconto intitolato Pabėgimas ("La fuga") nel 1957, in cui si descrivevano le concitate fasi della fuga di Kęstutis dalla prigionia dell'Ordine teutonico nel castello di Marienburg. Un monumento a Kęstutis fu eretto a Prienai, nel sud della Lituania, nel 1937 e poi restaurato nel 1990. Il "Battaglione motorizzato di fanteria Granduca Kęstutis" delle forze militari terrestri lituane trae spunto proprio dalla figura del sovrano medievale. Uno dei distretti militari in cui operavano i partigiani lituani nel corso della rioccupazione sovietica dei paesi baltici del 1944 venne nominato in onore del nobile distretto militare di Kęstutis.

### Esplicative
1. ↑  Il nome "Kęstutis" deriva da un'antica forma del nome "Kęstas", che è a sua volta il diminutivo di nomi lituani quali "Kęstaras" e "Kęstautas", dove Kęs-ti sta per "far fronte": (EN) Kęstutis, su wordpress.com. URL consultato il 21 agosto 2020.
2. ↑  «Narimantas viene indicato come fratellastro di Algirdas e di Kestutis dalla Jüngere Hochmeisterchronik e la rivalità tra i due suggerisce che essi fossero figli di madri diverse. Si tratta tuttavia di una fonte dalla dubbia affidabilità, in quanto molto tarda» e risalente alla fine del XV secolo: Rowell, p. 88.
3. ↑  Per Norkus e Carpini Algirdas, per Christiansen Kęstutis (Norkus, p. 233; Carpini, p. 37; Christiansen, p. 193).
4. ↑  Si conoscono pochissime informazioni sulla vita di Kenna. Nelle fonti storiche è menzionata due volte, di cui una come figlia di Algirdas, opinione con cui concorda la maggior parte della storiografia, mentre l'altro riferimento, contenuto nella cronaca di Giovanni di Czarnkow, riferisce che la bambina fosse figlia di Kęstutis: (PL) Jan Tęgowski, Pierwsze pokolenia Giedyminowiczów, Poznań e Breslavia, 1999,  pp. 96-97.

### Bibliografiche
1. ↑  Katzel, p. 91.
2. ↑  Urban (2018), p. 36.
3. 1 2 3  Suziedelis, p. 151.
4. 1 2 3 4 5 6 7 8 9 10 11 12 13 14  VLE.
5. ↑  Rowell, pp. XXIII, cartina 2.
6. ↑  Rowell, p. 254.
7. ↑  (LT) Tomas Baranauskas, Galialaukių mūšis: kerštas už Pilėnus [La battaglia di Galialaukė: la vendetta per Pilėnai], in Lietuvos Aidas, Istituto di storia lituana. URL consultato il 6 ottobre 2022.
«Tenendo conto dei cambiamenti che dovettero avvenire dopo la morte del duca di Trakai a Bayerburg nel 1337, si può ipotizzare che [la battaglia di Galialaukė] fosse una campagna organizzata dal nuovo duca di Trakai, Kęstutis. È questa l'opinione di Inga Baranauskienė, che nel suo testo dedicato a Kęstutis osserva che, poiché la campagna coinvolse "soldati provenienti da terre subordinate a Kęstutis, è quest'ultimo che deve essere considerato il principale architetto e comandante dell'operazione". Avrebbe preso parte alla prima campagna militare di Kęstutis come duca di Trakai, questo sarebbe stato il suo "battesimo di fuoco".»
8. ↑  Rowell, p. 280.
9. ↑  Rowell, pp. 280-281.
10. 1 2 3 4 5 6 7 8 9 10 11  Kiaupa, p. 118.
11. 1 2  Rowell, p. 281.
12. ↑  Rowell, p. 283.
13. 1 2 3 4 5  Rowell, p. 284.
14. ↑  Rowell, pp. 284-285.
15. 1 2  Carpini, p. 36.
16. ↑  Rowell, p. 285.
17. ↑  Kiaupa, p. 119.
18. ↑  Rowell, p. 68.
19. ↑  Janonienė et al., p. 66.
20. 1 2  Christiansen, p. 191.
21. ↑  Rowell, pp. 283-285.
22. ↑  Rowell, p. 286.
23. 1 2  Rowell, p. 243.
24. 1 2 3  Christiansen, p. 192.
25. ↑  Christiansen, pp. 192-193.
26. ↑  Urban (1989), p. 142.
27. 1 2 3  Carpini, p. 37.
28. 1 2  Christiansen, p. 193.
29. ↑  Urban (1989), p. 144.
30. 1 2 3  Norkus, p. 233.
31. ↑  Rowell, p. 228.
32. ↑  Carpini, pp. 37-38.
33. ↑  Carpini, pp. 38, 183.
34. 1 2  Carpini, p. 183.
35. ↑  Urban (1989), p. 147.
36. 1 2 3 4 5  Kiaupa, p. 123.
37. ↑  Mažeika, p. 738.
38. ↑  Urban (1989), p. 149.
39. ↑  Christiansen, pp. 205-206.
40. 1 2 3  Frost, p. 33.
41. 1 2 3 4 5 6 7 8 9  Kiaupa, p. 122.
42. ↑  Kiaupa, pp. 122-123.
43. 1 2  Seward, p. 121.
44. 1 2 3 4 5 6  Urban (2006), p. 255.
45. 1 2  Kiaupa, p. 120.
46. ↑  Rowell, p. 144.
47. ↑  Kiaupa, p. 54.
48. 1 2  Giedroyć, p. 163.
49. ↑  Davies, p. 476.
50. ↑  Rowell, p. XXXII.
51. ↑  Frost, p. 23.
52. ↑  Norkus, p. 307.
53. 1 2 3 4  Kiaupa, p. 124.
54. ↑  Frost, p. 17.
55. 1 2  Frost, p. 13.
56. 1 2 3 4 5  Suziedelis, p. 152.
57. ↑  Suziedelis, pp. 43, 152.
58. ↑  Urban (1989), pp. 148-149.
59. ↑  Kiaupa, pp. 123-124.
60. 1 2  Norkus, p. 235.
61. 1 2 3  Carpini, pp. 51-52.
62. 1 2  Mažeika, p. 736.
63. 1 2 3 4 5 6 7  Frost, p. 30.
64. 1 2 3 4 5 6 7 8 9 10 11  Kiaupa, p. 125.
65. 1 2  Urban (1989), p. 171.
66. ↑  Urban (1989), p. 172.
67. ↑  Christiansen, p. 194.
68. 1 2 3  Frost, p. 31.
69. ↑  Kiaupa, pp. 125-126.
70. ↑  Kiaupa, p. 126.
71. ↑  Kiaupa, pp. 127-128.
72. 1 2  (EN) Suniti Kumar Chatterji, Balts and Aryans in Their Indo-European Background, Indian Institute of Advanced Study, 1968,  p. 49.
73. ↑  (ES) Elina Malamud e Héctor E. Dinsmann, Los pueblos del ámbar, Txalaparta, 2004,  p. 99, ISBN 978-84-81-36361-6.
74. ↑  (EN) Guntis Smidchens, The Power of Song: Nonviolent National Culture in the Baltic Singing Revolution, University of Washington Press, 2014,  p. 68, ISBN 978-02-95-80489-7.
75. 1 2  Rowell, p. XXXIII.
76. 1 2 3  Katzel, p. 85.
77. ↑  Frost, pp. 29-30.
78. ↑  Norkus, p. 308.
79. ↑  (LT) Algirdas Budreckis, Algirdo imperija [L'impero di Algirdas] (PDF), in Algirdas. Senovės Lietuvos valstybininkas: jo veikla ir darbai [Algirdas. Un antico statista lituano: le sue attività e le sue opere], Vilnius, Centro editoriale della scienza e dell'enciclopedia, 2021,  p. 294, ISBN 978-5-420-01833-0.
80. ↑  Kiaupa, pp. 126-127.
81. 1 2 3  Kiaupa, p. 127.
82. 1 2  Janonienė et al., p. 68.
83. ↑  (EN) George N. Rhyne e Bruce Friend Adams, The Supplement to The Modern Encyclopedia of Russian, Soviet and Eurasian History, Academic International Press, 2005,  p. 112, ISBN 978-08-75-69142-8.